# Amsterdam (1688-1689 32 stukken)
De Amsterdam was een schip van de Admiraliteit van Amsterdam met een bewapening van 32 stukken. Het schip was vernoemd naar de stad Amsterdam. De carrière van de Amsterdam was kortstondig, van 1688 tot 1689.